# Замок Фернс
Замок Фернс (англ. Ferns Castle) — один из замков Ирландии, расположенный в графстве Уэксфорд.

## История
Крепость в поселке Фернс впервые была построена еще в VI веке, в 598 году, когда святой Могу Клонморский — святой Айдан основал здесь монастырь и стал епископом Ферна. Город Фернс стал столицей королевства Лейнстер (Лагин), поэтому крепость имела стратегическое значение. Некоторое время город Фернс даже становилось столицей Ирландии, когда короли Лейнстер становились Верховными королями Ирландии. Для своего времени Фернс был большим городом — до вторжения викингов был крупнейшим городом Ирландии. После пожара, который уничтожил город, город сократилось на треть. Город простиралось вдоль реки Банн (приток реки Слейн). Король Дермот Мак Мурроу основал здесь аббатство Святой Марии — монастырь августинцев в 1158 году. Когда король умер в 1171 году он был похоронен там же. 
После англо-норманнского завоевания Ирландии в конце XII века город Фернс тоже было захвачено норманнскими феодалами. В XIII веке Уильям — граф Маршалл построил здесь замок, который стоит и по сей день. Уильям Маршалл был сыном Уильяма Маршалла, графа Пембрук. Сначала замок Фернс представлял собой большую квадратную башню с круглыми башнями по углам. Затем замок достраивался и перестраивался. Тогда же был построен собор Святого Эдена. Собор XIII века не сохранился, но у нынешнего собора Святого Эдена можно увидеть руины старого собора. В свое время собор хотела восстановить королева Англии Елизавета I, но собор был восстановлен только частично. 
В 1641 году вспыхнуло восстание за независимость Ирландии. Оливер Кромвель жестоко подавил восстание. Замок Фернс тоже был ареной боев и был сильно разрушен. 
Сейчас замок, храмы и монастыри лежат в руинах и нынешний поселок Фернс, оставляет память об этой славной крепости Ирландии. 
Замок Фернс имел три этажа, окна были в восточной стене замка. На первом этаже восточной башни имеется сводчатая круговая часовня, есть восемь скульптур на крыше часовни. Узкие винтовые лестницы ведут к самой вершине башни, откуда открывается великолепный вид на окружающую местность. 